# Sawdust
Sawdust è una compilation-album dei The Killers uscito a Novembre 2007 in Italia.
Il CD in distribuzione in Inghilterra contiene una traccia Bonus in più.

## Tracce
1. Tranquilize (in collaborazione con Lou Reed)
2. Shadowplay (cover dell'omonima canzone di Ian Curtis & Joy Division)
3. All The Pretty Faces
4. Leave The Bourbon on The Shelf
5. Sweet Talk
6. Under The Gun
7. Where The White Boys Dance
8. Show You How
9. Move Away (Spiderman 3 Soundtrack)
10. Glamorous Indie Rock & Roll
11. Who Let You Go
12. The Ballad Of Michael Valentine
13. Ruby, Don't Take Your Love to Town
14. Daddy's Eyes
15. Sam's Town live from Abbey Road
16. Romeo and Juliet (live_from_abbey_road)
17. Change Your Mind
18. Mr. Brightside
19. Why Don't You Find Out for Yourself
20. Get Trashed